# Torpedo (wielerploeg)
Torpedo was een Duitse wielerploeg die werd opgericht in 1956 en opgeheven in 1967. De ploeg werd opgericht ter promotie van het gelijknamige fietsmerk en kreeg later onder andere Fichtel & Sachs, die een wielerploeg wilden sponsoren ter nagedachtenis van Ernst Sachs, als cosponsor.

## Bekende ex-renners
Rudi Altig
 Jean-Baptiste Claes
 Horst Oldenburg
 Emil Reinecke
 Jan Hugens
 Jaap Kersten
 Leo Knops